# Micol
Micol [mi'kɔl] ist ein italienischer weiblicher Vorname und ein Nachname.

## Herkunft und Bedeutung
Der Name stammt aus dem Hebräischen und bedeutet die Herrschende.
Er geht zurück auf den biblischen Namen Michal, Tochter des Saul (2 Sam 6,16 ).

## Trägerinnen des Vornamens
- Micol Assaël (* 1979), italienische Künstlerin
- Micol Cattaneo (* 1982), italienische Hürdenläuferin

## Träger des Nachnamens
- Philippe Micol (1955–2021), Schweizer Improvisationsmusiker